# Іван Любич
Іван Любич (нім. Ivan Ljubic, нар. 7 липня 1996, Відень) — австрійський футболіст хорватського походження, півзахисник клубу ЛАСК (Лінц). Відомий за виступами в низці австрійських клубів, а також у складі молодіжної збірної Австрії.

## Клубна кар'єра
Іван Любич народився у 1996 році у Відні. Розпочав займатися футболом у юнацькій команді клубу «Ферст Вієнна», пізніше перейшов до футбольної школи іншого віденського клубу «Аустрія». У 2014 році розпочав грати у другому складі «Аустрії», де грав один сезон, взявши участь у 18 матчах чемпіонату.
У 2015 році Любич перейшов до складу клубу «Горн», та грав у команді з Горна до 2017 року, де був основним гравцем середньої лінії команди, зігравши у її складі 47 матчів.
У 2017 році Іван Любич уклав контракт з клубом «Штурм» (Грац), проте відразу молодого футболіста відправили в оренду до клубу «Вінер-Нойштадт», де він грав до 2018 року, а в 2018—2019 роках Любич також на правах оренди грав у складі клубу «Гартберг».
У 2019 році Іван Любич повернувся з оренди до клубу «Штурм». До середини 2023 року відіграв за команду з Граца 119 матчів в національному чемпіонаті. З середини 2023 року футболіст грає у складу клубу ЛАСК.

## Виступи за збірну
Протягом 2018—2019 років Іван Любич залучався до складу молодіжної збірної Австрії. На молодіжному рівні зіграв у 10 офіційних матчах.